# Drahoslava Vokurková
Drahoslava Vokurková provdaná Štolcová (*25. července 1926 – 1. července 2016) byla česká a československá rychlobruslařka.

## Sportovní kariéra
Pocházela z pražského Hloubětína. Se starší sestrou chodila v zimě bruslit na nedaleký Kyjský rybník. Závodů v rychlobruslení se poprvé účastnila v únoru 1944. K dlouhým nožům jí zlákal František Vinický, přední pražský rychlobruslař přelomu třicátých a čtyřicátých let dvacátého století. Na prvních závodech se poprvé potkala se svojí pozdější rivalkou Libuší Hanzlíkovou. 
V roce 1947 se s Hanzlíkovou utkala v přímém souboji o jedno účastnické místo na mistrovství světa ve víceboji v norském Drammenu. V úvodním závodě na 500 m upadla a dojela se ztrátou 3 sekund za Hanzlíkovou. Vzápětí zvítězila na 1500 m a k vítězství ve víceboji potřebovala vyhrát závod na 3000 m. Závod vyhrála jako celé mistrovství republiky ve víceboji a dostala možnost reprezentovat. Do Drammenu přijela vlakem a téměř okamžitě si získala sympatie pořadatelů. Ti potom co viděli na čem chce bruslit jí věnovali moderní závodní brusle "ballangrudky". V samotném čtyřboji skončila v závěru jedenáctičlenného startovního pole na 9. místě. V závodě na 5000 m, který se doposavad v Československu u žen nejezdil, stanovila hodnotu nového československého rekordu na 11:40,8.
V olympijském roce 1948 trávila převážnou část zimní sezóny 1947/48 s reprezentací na soustředěních a závodech v Norsku. Vrcholem sezóny pro ní byl start na mistrovství světa ve víceboji ve finském Turku (Åbo), protože rychlobruslení nemělo prozatím na olympijských hrách v programu ženské disciplíny. Na mistrovství světa zajela v každém závodě čtyřboje (500 m, 1000 m, 3000 m, 5000 m) československý rekord a obsadila celkově 8. místo. Po únorovém převratu a urychleném sjednocení československé tělovýchovy zanikl její domovský klub SK Philips. Navíc si po zimní sezóně stěžovala otci na bolesti zad. Po vyšetření lékařem jí bylo doporučeno přerušit na čas aktivní sportovní kariéru. V roce 1950 se vdala a rok na to se jí narodila dvojčata.  
Po skončení sportovní kariéry pracovala v ČSA.

### Mezinárodní výsledky
| rok  | věk    | závod                         | Víceboj      | 500 m      | 3000 m       | 1000 m        | 5000 m       | datum         | místo               | poznámka |
| ---- | ------ | ----------------------------- | ------------ | ---------- | ------------ | ------------- | ------------ | ------------- | ------------------- | -------- |
| 1947 | 21 let | mistrovství světa ve víceboji | 268,647 (9.) | 59,2 (10.) | 6:59,2 (11.) | 2:19,0* (10.) | 11:40,8 (5.) | 8.–9.2.1947   | Drammen, Norsko     | *s pádem |
| 1948 | 22 let | mistrovství světa ve víceboji | 241,380 (8.) | 54,7 (8.)  | 6:18,6 (8.)  | 1:56,1 (7.)   | 10:55,3 (8.) | 14.–15.2.1948 | Turku (Åbo), Finsko |          |

### Československé rekordy
| rok  | disciplína | čas     | klub             | datum     | závod                         | místo               | poznámka | platnost         | pokořitel                |
| ---- | ---------- | ------- | ---------------- | --------- | ----------------------------- | ------------------- | -------- | ---------------- | ------------------------ |
| 1948 | 500 m      | 54,7    | SK Philips Praha | 14.2.1948 | mistrovství světa ve víceboji | Turku (Åbo), Finsko |          | 3 roky a 1 den   | Libuše Hanzlíková (1951) |
| 1948 | 1000 m     | 1:55,0  | SK Philips Praha | 4.3.1948  | mezinárodní závody            | Oslo, Norsko        |          | 4 roky a 359 dní | Libuše Hanzlíková (1953) |
| 1948 | 1500 m     | 2:52,7  | SK Philips Praha | 24.1.1948 | kontrolní závody              | Hamar, Norsko       |          | 7 let a 40 dní   | Jarmila Königová (1955)  |
| 1948 | 3000 m     | 6:18,6  | SK Philips Praha | 14.2.1948 | mistrovství světa ve víceboji | Turku (Åbo), Finsko |          | 1 rok a 362 dní  | Libuše Hanzlíková (1950) |
| 1948 | 5000 m     | 10:55,3 | SK Philips Praha | 15.2.1948 | mistrovství světa ve víceboji | Turku (Åbo), Finsko |          | 4 roky a 345 dní | Libuše Hanzlíková (1953) |